# Dolní Břežany
Dolní Břežany är en by och en kommun i Tjeckien. Den ligger i regionen Mellersta Böhmen, i den centrala delen av landet, 14 km söder om huvudstaden Prag. Dolní Břežany ligger 334 meter över havet och antalet invånare är 3 885 (2016).
Terrängen runt Dolní Břežany är platt österut, men västerut är den kuperad. Runt Dolní Břežany är det ganska tätbefolkat, med 60 invånare per kvadratkilometer. Närmaste större samhälle är Prag, 14,1 km norr om Dolní Břežany. Trakten runt Dolní Břežany består till största delen av jordbruksmark.